# Lumbrineris candida
Lumbrineris candida är en ringmaskart som beskrevs av Treadwell 1921. Lumbrineris candida ingår i släktet Lumbrineris och familjen Lumbrineridae. Inga underarter finns listade i Catalogue of Life.